# 1987-1988シーズンのNBA
1987-1988シーズンのNBAは、NBAの42回目のシーズンである。

## シーズン前
ドラフトではデビッド・ロビンソンがサンアントニオ・スパーズから全体1位指名を受けた。後に1990年代を代表するセンターとなるロビンソンだが、大学卒業後は2年間の軍役に就いたため、彼がスパーズに参加するのは1989年からである。
この年、90年代のシカゴ・ブルズ王朝の中核を担う選手が2名指名を受けている。一人はスコッティ・ピッペン。シアトル・スーパーソニックスから全体5位指名を受けた彼は、シーズン前にシカゴ・ブルズにトレードされ、その後マイケル・ジョーダンの最高のパートナーに成長する。もう一人のホーレス・グラントは全体10位指名でブルズから指名された。
また稀代のクラッチシューターとして名を馳せるレジー・ミラーはインディアナ・ペイサーズから全体11位指名を受け、90年代を代表するポイントガードとなるマーク・ジャクソンもニューヨーク・ニックスから全体18位指名、ほかアーメン・ギリアム、デニス・ホプソン、レジー・ウィリアムス、ケニー・スミス、ケビン・ジョンソン、オルデン・ポリニス、デリック・マッキー、ホーレス・グラント、マグジー・ボーグス、ジョー・ウルフ、ケン・ノーマン、レジー・ルイス、グレッグ・アンダーソン、ブラッド・ロハウス、ケビン・ギャンブル、クリス・ダドリー、シャルーナス・マルチルリョーニス、後にカレッジバスケの名コーチとなるビリー・ドノバンも指名を受けている。ドラフト外選手にはスコット・ブルックスなどがいる。
オールスターには、D・ロビンソン、S・ピッペン、K・ジョンソン、H・グラント、R・ミラー、M・ジャクソン、R・ルイスの7人が選出されている。

### その他
- 1983年に締結された労使協定の期限切れに伴い、選手会が球団オーナーに対して独占禁止訴訟を起こし、翌1988年にはフリーエージェント制が確立された。新たな労使協定ではサラリーキャップ制度の継続などが決定された。

## シーズン

### オールスター
- 開催日：2月7日
- 開催地：シカゴ
- オールスターゲーム　イースト 138－133 ウエスト
- MVP：マイケル・ジョーダン　（シカゴ・ブルズ）
- スラムダンクコンテスト優勝：マイケル・ジョーダン　（シカゴ・ブルズ）
- スリーポイント・シュートアウト：ラリー・バード　（ボストン・セルティックス）

※ジョーダンはダンクコンテスト史上初の連覇、バードはスリーポイント・シュートアウト3連覇を達成。

### イースタン・カンファレンス
| Team                     | W  | L  | PCT. | GB |
| ------------------------ | -- | -- | ---- | -- |
| ボストン・セルティックス | 57 | 25 | .695 | -  |
| ニューヨーク・ニックス   | 38 | 44 | .463 | 19 |
| ワシントン・ブレッツ     | 38 | 44 | .463 | 19 |
| フィラデルフィア・76ers  | 36 | 46 | .439 | 21 |
| ニュージャージー・ネッツ | 19 | 63 | .232 | 38 |

| Team                           | W  | L  | PCT. | GB |
| ------------------------------ | -- | -- | ---- | -- |
| デトロイト・ピストンズ         | 54 | 28 | .659 | -  |
| シカゴ・ブルズ                 | 50 | 32 | .610 | 4  |
| アトランタ・ホークス           | 50 | 32 | .610 | 4  |
| ミルウォーキー・バックス       | 42 | 40 | .512 | 12 |
| クリーブランド・キャバリアーズ | 42 | 40 | .512 | 12 |
| インディアナ・ペイサーズ       | 38 | 44 | .463 | 16 |

### ウエスタン・カンファレンス
| Team                     | W  | L  | PCT. | GB |
| ------------------------ | -- | -- | ---- | -- |
| デンバー・ナゲッツ       | 54 | 28 | .659 | -  |
| ダラス・マーベリックス   | 53 | 29 | .646 | 1  |
| ユタ・ジャズ             | 47 | 35 | .573 | 7  |
| ヒューストン・ロケッツ   | 46 | 36 | .561 | 8  |
| サンアントニオ・スパーズ | 31 | 51 | .378 | 23 |
| サクラメント・キングス   | 24 | 58 | .293 | 30 |

| Team                               | W  | L  | PCT. | GB |
| ---------------------------------- | -- | -- | ---- | -- |
| ロサンゼルス・レイカーズ           | 62 | 20 | .756 | -  |
| ポートランド・トレイルブレイザーズ | 53 | 29 | .646 | 9  |
| シアトル・スーパーソニックス       | 44 | 38 | .537 | 18 |
| フェニックス・サンズ               | 28 | 54 | .341 | 34 |
| ゴールデンステート・ウォリアーズ   | 20 | 62 | .244 | 42 |
| ロサンゼルス・クリッパーズ         | 17 | 65 | .207 | 45 |

### スタッツリーダー
| 部門       | 選手                 | チーム                     | AVG  |
| ---------- | -------------------- | -------------------------- | ---- |
| 得点       | マイケル・ジョーダン | シカゴ・ブルズ             | 35.0 |
| リバウンド | マイケル・ケージ     | ロサンゼルス・クリッパーズ | 13.0 |
| アシスト   | ジョン・ストックトン | ユタ・ジャズ               | 13.8 |
| スティール | マイケル・ジョーダン | シカゴ・ブルズ             | 3.2  |
| ブロック   | マーク・イートン     | ユタ・ジャズ               | 3.8  |
| FG%        | ケビン・マクヘイル   | ボストン・セルティックス   | 60.4 |
| FT%        | ジャック・シクマ     | ミルウォーキー・バックス   | 92.2 |
| 3FG%       | クレイグ・ホッジス   | ミルウォーキー・バックス   | 49.2 |

### 各賞
- 最優秀選手: マイケル・ジョーダン, シカゴ・ブルズ
- ルーキー・オブ・ザ・イヤー：マーク・ジャクソン, ニューヨーク・ニックス
- 最優秀守備選手賞: マイケル・ジョーダン, シカゴ・ブルズ
- シックスマン賞: ロイ・タープレー, ダラス・マーベリックス
- MIP: ケビン・ダックワース, ポートランド・トレイルブレイザーズ
- 最優秀コーチ賞: ダグ・モー, デンバー・ナゲッツ
- All-NBA First Team:
  - F - ラリー・バード, ボストン・セルティックス
  - F - チャールズ・バークレー, フィラデルフィア・76ers
  - C - アキーム・オラジュワン, ヒューストン・ロケッツ
  - G - マイケル・ジョーダン, シカゴ・ブルズ
  - G - マジック・ジョンソン, ロサンゼルス・レイカーズ
- All-NBA Second Team:
  - F - カール・マローン, ユタ・ジャズ
  - F - ドミニク・ウィルキンス, アトランタ・ホークス
  - C - パトリック・ユーイング, ニューヨーク・ニックス
  - G - クライド・ドレクスラー, ポートランド・トレイルブレイザーズ
  - G - ジョン・ストックトン, ユタ・ジャズ
- All-NBA Rookie Team:
  - デリック・マッキー, シアトル・スーパーソニックス
  - キャデラック・アンダーソン, サンアントニオ・スパーズ
  - マーク・ジャクソン, ニューヨーク・ニックス
  - ケニー・スミス, サクラメント・キングス
  - アーメン・ギリアム, フェニックス・サンズ
- NBA All-Defensive First Team:
  - ケビン・マクヘイル, ボストン・セルティックス
  - ロドニー・マククレイ, ヒューストン・ロケッツ
  - アキーム・オラジュワン, ヒューストン・ロケッツ
  - マイケル・クーパー, ロサンゼルス・レイカーズ
  - マイケル・ジョーダン, シカゴ・ブルズ
- NBA All-Defensive Second Team:
  - バック・ウィリアムス, ニュージャージー・ネッツ
  - カール・マローン, ユタ・ジャズ
  - マーク・イートン, ユタ・ジャズ
  - パトリック・ユーイング, ニューヨーク・ニックス
  - アルヴィン・ロバートソン, サンアントニオ・スパーズ
  - ラファイエット・リーバー, デンバー・ナゲッツ

### シーズン概要
- ロサンゼルス・レイカーズは8年連続、ボストン・セルティックスは5シーズン連続でカンファレンス勝率首位を獲得したが、両チームが同時にカンファレンス首位に立ったのは、1980年代においてはこのシーズンが最後となった。またウエスタン・カンファレンスはここ数シーズン、レイカーズの独走状態が続いていたが、このシーズンは50勝以上達成するチームが4チーム現れた。
- アレックス・イングリッシュ、ラファイエット・リーバー率いるデンバー・ナゲッツは、前季に引き続きカルヴィン・ナットが故障に悩まされたが、このシーズンに移籍してきたジェイ・ヴィンセントとマイケル・アダムスが彼の穴を埋め、前季の37勝から54勝と大きく勝率を伸ばし、3シーズンぶりに地区優勝を果たした。ダグ・モーHCは最優秀コーチ賞に選ばれた。
- ポートランド・トレイルブレイザーズはエースのキキ・ヴァンダウェイが45試合を欠場するも、クライド・ドレクスラーが彼の穴を埋める活躍を見せ、前季を上回る53勝を記録。またジェローム・カーシー、ケビン・ダックワースも急成長を見せ、ブレイザーズはドレクスラーを始めとする若手中心のチームへと移行。以後リーグ屈指の強豪チームへと成長し、レイカーズを脅かす存在となっていく。
- デトロイト・ピストンズは1956年以来32年ぶりの地区優勝を果たした。
- シカゴ・ブルズはセントラル・デビジョン編入後初の50勝を達成した。2年連続得点王に輝いたマイケル・ジョーダンはスティール王にも輝き、ガードの選手としては初となる最優秀守備選手賞を獲得。得点王と守備選手賞同時獲得は史上初の快挙である。さらにMVPを獲得したジョーダンは、守備選手賞とMVPを同時受賞した初の選手となった。またオールスターでは40得点を記録し、オールスターMVPにも輝いている。チーム内では2年目のチャールズ・オークリーが成長を見せ、チームの躍進に貢献しているほか、フィル・ジャクソンがアシスタントコーチとしてチームに合流している。
- クリーブランド・キャバリアーズは3シーズンぶりにプレーオフに復帰。キャバリアーズ躍進の切っ掛けは前季まで遡り、主力を担うブラッド・ドアティ、マーク・プライス、ロン・ハーパーは皆前季のドラフトで指名された同期であり、またレニー・ウィルケンズも前季からヘッドコーチとして指揮を採り始めた。またこのシーズン途中からラリー・ナンスが加わっている。キャバリアーズは1980年代末から90年代前半をセントラル・デビジョンを代表する強豪チームとして過ごすが、多くのNBAファンの記憶にはシカゴ・ブルズとそれを率いるマイケル・ジョーダンの「負け役」として残ってしまう。
- パトリック・ユーイングを擁しながらも3シーズン連続で20勝台と低迷していたニューヨーク・ニックスは、ようやく勝ち星を30勝台に乗せ、4シーズンぶりにプレーオフに進出を果たした。
- 前季ジュリアス・アービングが引退したフィラデルフィア・76ersはチャールズ・バークレー中心のチームへと移行したが、勝率は5割を下回り、13シーズンぶりにプレーオフ進出を逃した。
- シーズン中にジョー・バリー・キャロル、スリーピー・フロイドの中心選手を一度にヒューストン・ロケッツに放出するという大胆トレードを行ったゴールデンステート・ウォリアーズは、対価として獲得したラルフ・サンプソンが期待外れの結果に終わり、前季の42勝から20勝と急落。大博打が失敗に終わったウォリアーズは翌シーズンからはドン・ネルソン新ヘッドコーチのもと、クリス・マリンを中心に新たな再建計画を歩み始めることとなる。
- ユタ・ジャズ所属のジョン・ストックトンが初のアシスト王に輝く。ジョーダンが得点王の座を指定席にしたように、ストックトンは80年代末から90年代前半のアシスト王はストックトンが独占した。

## プレーオフ・ファイナル
|  | ファースト ラウンド        | ファースト ラウンド | ファースト ラウンド |   |                      | カンファレンス セミファイナル | カンファレンス セミファイナル | カンファレンス セミファイナル |  |   | カンファレンス ファイナル | カンファレンス ファイナル | カンファレンス ファイナル |  |    | NBAファイナル | NBAファイナル | NBAファイナル |
|  |                            |                     |                     |   |                      |                               |                               |                               |  |   |                           |                           |                           |  |    |               |               |               |
|  | 1                          | レイカーズ          | 3                   |   |                      |                               |                               |                               |  |   |                           |                           |                           |  |    |               |               |               |
|  | 8                          | スパーズ            | 0                   |   |                      |                               |                               |                               |  |   |                           |                           |                           |  |    |               |               |               |
|  | 8                          | スパーズ            | 0                   |   | 1                    | レイカーズ                    | 4                             |                               |  |   |                           |                           |                           |  |    |               |               |               |
|  |                            |                     |                     |   | 1                    | レイカーズ                    | 4                             |                               |  |   |                           |                           |                           |  |    |               |               |               |
|  |                            | 5                   | ジャズ              | 3 |                      |                               |                               |                               |  |   |                           |                           |                           |  |    |               |               |               |
|  | 4                          | 5                   | ジャズ              | 3 | トレイルブレイザーズ | 1                             |                               |                               |  |   |                           |                           |                           |  |    |               |               |               |
|  | 4                          |                     |                     |   | トレイルブレイザーズ | 1                             |                               |                               |  |   |                           |                           |                           |  |    |               |               |               |
|  | 5                          | ジャズ              | 3                   |   |                      |                               |                               |                               |  |   |                           |                           |                           |  |    |               |               |               |
|  | 5                          | ジャズ              | 3                   |   |                      |                               |                               |                               |  | 1 | レイカーズ                | 4                         |                           |  |    |               |               |               |
|  | イースタン・カンファレンス |                     |                     |   |                      |                               |                               |                               |  | 1 | レイカーズ                | 4                         |                           |  |    |               |               |               |
|  |                            | 3                   | マーベリックス      | 3 |                      |                               |                               |                               |  |   |                           |                           |                           |  |    |               |               |               |
|  | 3                          | 3                   | マーベリックス      | 3 | マーベリックス       | 3                             |                               |                               |  |   |                           |                           |                           |  |    |               |               |               |
|  | 3                          |                     |                     |   | マーベリックス       | 3                             |                               |                               |  |   |                           |                           |                           |  |    |               |               |               |
|  | 6                          | ロケッツ            | 1                   |   |                      |                               |                               |                               |  |   |                           |                           |                           |  |    |               |               |               |
|  | 6                          | ロケッツ            | 1                   |   | 2                    | ナゲッツ                      | 2                             |                               |  |   |                           |                           |                           |  |    |               |               |               |
|  |                            |                     |                     |   | 2                    | ナゲッツ                      | 2                             |                               |  |   |                           |                           |                           |  |    |               |               |               |
|  |                            | 3                   | マーベリックス      | 4 |                      |                               |                               |                               |  |   |                           |                           |                           |  |    |               |               |               |
|  | 2                          | 3                   | マーベリックス      | 4 | ナゲッツ             | 3                             |                               |                               |  |   |                           |                           |                           |  |    |               |               |               |
|  | 2                          |                     |                     |   | ナゲッツ             | 3                             |                               |                               |  |   |                           |                           |                           |  |    |               |               |               |
|  | 7                          | スーパーソニックス  | 2                   |   |                      |                               |                               |                               |  |   |                           |                           |                           |  |    |               |               |               |
|  | 7                          | スーパーソニックス  | 2                   |   |                      |                               |                               |                               |  |   |                           |                           |                           |  | W1 | レイカーズ    | 4             |               |
|  |                            |                     |                     |   |                      |                               |                               |                               |  |   |                           |                           |                           |  | W1 | レイカーズ    | 4             |               |
|  |                            | E2                  | ピストンズ          | 3 |                      |                               |                               |                               |  |   |                           |                           |                           |  |    |               |               |               |
|  | 1                          | E2                  | ピストンズ          | 3 | セルティックス       | 3                             |                               |                               |  |   |                           |                           |                           |  |    |               |               |               |
|  | 1                          |                     |                     |   | セルティックス       | 3                             |                               |                               |  |   |                           |                           |                           |  |    |               |               |               |
|  | 8                          | ニックス            | 1                   |   |                      |                               |                               |                               |  |   |                           |                           |                           |  |    |               |               |               |
|  | 8                          | ニックス            | 1                   |   | 1                    | セルティックス                | 4                             |                               |  |   |                           |                           |                           |  |    |               |               |               |
|  |                            |                     |                     |   | 1                    | セルティックス                | 4                             |                               |  |   |                           |                           |                           |  |    |               |               |               |
|  |                            | 4                   | ホークス            | 3 |                      |                               |                               |                               |  |   |                           |                           |                           |  |    |               |               |               |
|  | 4                          | 4                   | ホークス            | 3 | ホークス             | 3                             |                               |                               |  |   |                           |                           |                           |  |    |               |               |               |
|  | 4                          |                     |                     |   | ホークス             | 3                             |                               |                               |  |   |                           |                           |                           |  |    |               |               |               |
|  | 5                          | バックス            | 2                   |   |                      |                               |                               |                               |  |   |                           |                           |                           |  |    |               |               |               |
|  | 5                          | バックス            | 2                   |   |                      |                               |                               |                               |  | 1 | セルティックス            | 2                         |                           |  |    |               |               |               |
|  | ウェスタン・カンファレンス |                     |                     |   |                      |                               |                               |                               |  | 1 | セルティックス            | 2                         |                           |  |    |               |               |               |
|  |                            | 2                   | ピストンズ          | 4 |                      |                               |                               |                               |  |   |                           |                           |                           |  |    |               |               |               |
|  | 3                          | 2                   | ピストンズ          | 4 | ブルズ               | 3                             |                               |                               |  |   |                           |                           |                           |  |    |               |               |               |
|  | 3                          |                     |                     |   | ブルズ               | 3                             |                               |                               |  |   |                           |                           |                           |  |    |               |               |               |
|  | 6                          | キャバリアーズ      | 2                   |   |                      |                               |                               |                               |  |   |                           |                           |                           |  |    |               |               |               |
|  | 6                          | キャバリアーズ      | 2                   |   | 3                    | ブルズ                        | 1                             |                               |  |   |                           |                           |                           |  |    |               |               |               |
|  |                            |                     |                     |   | 3                    | ブルズ                        | 1                             |                               |  |   |                           |                           |                           |  |    |               |               |               |
|  |                            | 2                   | ピストンズ          | 4 |                      |                               |                               |                               |  |   |                           |                           |                           |  |    |               |               |               |
|  | 2                          | 2                   | ピストンズ          | 4 | ピストンズ           | 3                             |                               |                               |  |   |                           |                           |                           |  |    |               |               |               |
|  | 2                          |                     |                     |   | ピストンズ           | 3                             |                               |                               |  |   |                           |                           |                           |  |    |               |               |               |
|  | 7                          | ブレッツ            | 2                   |   |                      |                               |                               |                               |  |   |                           |                           |                           |  |    |               |               |               |

### Back To Back
NBAで最後に連覇を果たしたのは1969年のボストン・セルティックスであり、以後20年近くに渡ってNBAで連覇を果たしたチームは現れなかった。1970年代のリーグの急速な拡張によって1つのチームに優秀な選手が集まることが難しくなり、1980年代に入ってからは新たに導入された制度であるサラリーキャップがより人材の確保を困難にさせ、いつしかNBAでは連覇は不可能とさえ言われるようになった。しかしその「不可能」と言われた連覇に、公然と挑戦するチームが現れた。前季チャンピオンチームのロサンゼルス・レイカーズである。
前季、ファイナルで宿敵セルティックスを破って優勝を飾った後、シャンパンファイト明けのほろ酔い状態で記者会見に臨んだパット・ライリーHCは、大胆にも連覇を宣言。さらに後日の優勝パレードのセレモニーでも連覇を約束した。当時連覇を公言することはとても勇気のいることであり、新シーズンにレイカーズの選手たちは大きなプレッシャーに晒されることとなったが、しかしこれもライリーの狙いであった。リーグでは着々と世代交代が進む中、レイカーズは優勝の余韻に浸り続けることなく緊張感を保って新シーズンを戦い抜き、2シーズン連続でリーグ勝率トップの成績を収めたのである。チーム内ではカリーム・アブドゥル＝ジャバーがいよいよ40歳を迎え衰えは隠せなかったが、それでもチームの有力なスコアラーであり、また若手のA.C.グリーンとベテランのマイカル・トンプソンが上手くサポートした。また急成長を見せたのがバイロン・スコットで、彼はこのシーズンジェームス・ウォージーやマジック・ジョンソンを抑えてチームハイの得点アベレージを残している。そしてマジック、ウォージーは変わらず刺激的な"ショータイム"バスケットを展開していた。
好調のレギュラーシーズンを送ったレイカーズだが、しかしプレーオフでは時代の移り変わり、新興チームの台頭を痛感させられることとなった。ウエストはここ数シーズンレイカーズの独走状態が続き、宿敵セルティックスがプレーオフではフィラデルフィア・76ersやミルウォーキー・バックスを降すのに苦労していた一方で、レイカーズは比較的楽にプレーオフを勝ち抜いていた。しかしこのシーズン、レイカーズは1回戦こそサンアントニオ・スパーズをスイープで降したものの、カンファレンス準決勝ではカール・マローンと初めてアシスト王に輝いたジョン・ストックトン擁するユタ・ジャズの前に苦戦した末に、辛うじて第7戦で若いチームの挑戦を退けた。一息つく暇もなく、カンファレンス決勝ではアーク・マグワイアとローランド・ブラックマン擁するダラス・マーベリックスを前にまたしても大苦戦し、やはり第7戦の末に勝利して、ようやくファイナルに進出した。80年代に入ってレイカーズがファイナルまで勝ちあがる上で、ここまで苦労したシーズンはなかった。
兎にも角にも連覇に向けての最低条件であるファイナル進出をクリアしたレイカーズだが、ファイナルの地で彼らを待っていたのは、宿敵セルティックスではなかった。レイカーズのポイントガードとはまた違った微笑を浮かべるポイントガードがチームを率いる、デトロイト・ピストンズだった。

#### セルティックスの失墜
80年代に栄華を極めたボストン・セルティックスも高齢化には逆らえなかった。オフにはビル・ウォルトンが引退し、先発5人はダニー・エインジを除いて全員が30歳を越えるようになっていた。エースのラリー・バードも31歳を迎え、幾つかの故障を抱えるようになっていたが、このシーズンにはキャリアハイとなる平均29.9得点を記録し、かつてセルティックスを苦しめた76ersやバックスが凋落するなか、バードの活躍でチームはこのシーズンも57勝という好成績を記録した。しかしプレーオフでは76ersやバックスにかわる新たな強豪チームがセルティックスの前に立ちはだかった。
1回戦はニューヨーク・ニックスを3勝1敗で退けるも、カンファレンス準決勝では急速に力を着けて来たドミニク・ウィルキンス率いるアトランタ・ホークスと対決。接戦となった第7戦ではバードとウィルキンスの両エース対決となり、ウィルキンスは47得点をあげたが、バードは第4Qだけで20得点をあげ、118-116でホークスを降してカンファレンス決勝に進出した。カンファレンス決勝で待っていたのはピストンズだった。
当時のピストンズは非常に激しいディフェンスをすることで有名であり、ファウルも厭わない荒々しいプレイスタイルから"バッドボーイズ"の異名でリーグ全体を震え上がらせていた。華やかなレイカーズや質実剛健なセルティックを始め、過去のどの名チームとも全く違ったタイプの強豪チームに成長したピストンズは、イーストの覇者セルティックスを脅かす存在となっていた。
曲者揃いのチームをまとめるのは司令塔のアイザイア・トーマス。チームでは最も低身長だがコート上では誰よりも存在感を発揮し、非凡な得点能力とパスセンス、そして強靭な精神力と人を食ったような狡猾なプレイでチームを率いた。エイドリアン・ダントリーは優れたスコアラーであり、またバッドボーイズの中で唯一の紳士と言われたジョー・デュマースは攻守両面で活躍した。「公共の敵」と呼ばれ、バッドボーイズの中でも特に恐れられたビル・レインビアはインサイドの核となり、調子に乗ると止まらないことから"電子レンジ"の異名を頂戴したビニー・ジョンソンやディフェンスの名手としてチームに貢献するリック・マホーンやデニス・ロッドマンなど、充実したメンバーが揃い、チャック・デイリーがヘッドコーチとして指揮をとった。
ピストンズはセルティックスと相対する前に、一人の若造を始末する必要があった。シカゴ・ブルズ所属のマイケル・ジョーダンである。1985年のオールスターでジョーダンにパスを回さないという仕打ちをした結果、その首謀者と言われたアイザイアとジョーダンの間では良くない関係が続いていた。レギュラーシーズンは4勝2敗でピストンズが勝ち越していたが、4勝のうちの2試合はオーバータイムにもつれこむ接戦であり、またジョーダンは6試合中4試合で35得点以上、49得点と59得点も記録していた。そこでプレーオフに入るとピストンズはジョーダン対策として、インサイドに切り込んでくるジョーダンを数人掛かりで徹底的に抑える戦術をとった。ブルズの他の選手を完全に無視したジョーダン・ルールと呼ばれるこのディフェンスは、ジョーダン一人に命運を託しているブルズ相手には大いにはまり、カンファレンス準決勝を4勝1敗で勝利し、ピストンズはカンファレンス決勝に進出した。ジョーダンとブルズはこの「ピストンズの壁」の前に、プレーオフでは涙を呑むシーズンが続くこととなる（ちなみにブルズとクリーブランド・キャバリアーズの関係もこのシーズンから始まる。キャバリアーズはこのシーズンを皮切りに7シーズンのうち5シーズンでプレーオフではブルズの前に破れている）。
セルティックスとのカンファレンス決勝での対決は2年連続だった。この舞台でピストンズは前季の雪辱を果たし、4勝2敗でセルティックスを降した。ピストンズにとってはフォートウェイン・ピストンズ時代以来、実に32年ぶりとなるファイナル進出であり、また4年連続ファイナルに進出していたセルティックスによるイースト支配に終止符が打たれた瞬間であった。
80年代、ファイナルはレイカーズ、セルティックス、76ers、そしてヒューストン・ロケッツのいずれかが争い、そして1983年を除いてはレイカーズとセルティックスのいずれかが優勝を果たしていたが、そのレイカーズとセルティックスの2強時代に割って入ったのがピストンズだった。レイカーズはそのピストンズの挑戦を受けると共に、自らは「連覇」という夢に向かって挑戦を開始した。

#### 第1戦
グレート・ウェスタン・フォーラムで始まったファイナルは、親友であるマジック・ジョンソンとアイザイア・トーマスが互いの頬にキスを交わす穏やかな光景で始まった。第1戦はピストンズのエイドリアン・ダントリーがFG12/14の34得点を記録するなど活躍。前半残り6秒ではビル・レインビアの3Pシュートが決まり、ピストンズが54-40とリードを広げると、さらにレイカーズのインバウンドパスをスティールしたアイザイアが3Pシュートのブザービーターを決め、57-40とさらに点差を広げた。結局試合は前半だけで勝敗が決し、105-93でピストンズが勝利した。レイカーズは第1戦で早くもホームコートアドバンテージを無効にされた。

#### 第2戦
カンファレンス決勝を第7戦まで戦ったレイカーズは第1戦でやや疲労が見られ、それはセルティックスと同様にレイカーズも年齢には勝てないと思わせる姿でもあった。しかし第2戦ではレイカーズが反撃に打って出て、ジェームス・ウォージーは26得点、バイロン・スコットは24得点、さらに風邪を押して出場したマジックも23得点を記録して108-96でレイカーズが勝利した。

#### 第3戦
あまりにも激しいディフェンスのおかげでリーグ一の嫌われ者になったピストンズだが、地元デトロイトでは熱い支持を受けていた。32年ぶりのファイナルともなればその熱狂振りは一入で、ポンティアック・シルバードームで行われた第3戦では40000人以上のピストンズファンが押しかけた。しかしレイカーズはアウェイのプレッシャーにも屈せず、第3Qでは31-14と畳み掛け、99-86で2連勝を飾った。第2戦に引き続き風邪に悩まされるマジックは、この日も18得点6リバウンド14アシストでチームを牽引した。

#### 第4戦
第1戦の勝利から一転、2連敗を喫したピストンズは、第4戦ではマジックをファウルトラブルに陥れ、後半の序盤でベンチに追いやることに成功した。マジック不在の間にピストンズは勝利を決定付けてしまい、タイムアウトの間興奮のあまり「No letup! We don't let up!」と叫び続けていたビル・レインビアは29得点、ダントリーは27得点を記録し、111-86でピストンズが圧勝した。

#### 第5戦
ピストンズがこのシーズン彼らの最後のホーム戦を104-94の勝利で飾り、ついに優勝に王手を掛けた。ほぼ勝利が決まった第4Q残り1分を切って、41000人のファンが白いタオルを振る光景に感動したレインビアは、ジョー・デュマースに向かって「よく見て楽しんでおけ。こんな風景は2度とお目にかかれないぞ」と言ったという。試合序盤はレイカーズペースだったが、レイカーズのビッグマン陣が次々とファウルトラブルに陥ると、形勢は一気に逆転し、この日25得点のダントリーは前半だけで19得点、16得点のヴィニー・ジョンソンも前半だけで12得点を記録し、前半が終わった頃には59-50でピストンズが逆転しており、そのままピストンズが勝利した。

#### 第6戦
ピストンズの3勝2敗で迎えた第6戦は、アイザイア・トーマスの強靭な精神力が発揮された試合であり、またアイザイアが悲劇のヒーローとなった試合でもあった。試合は前半を終えたところで56-48でピストンズがリードしており、いよいよピストンズが優勝をその手に掴み掛けていた。第3Qに入るとアイザイアの得点力に火がつき、ジャンプショットにレイアップとアイザイアのシュートが次々とレイカーズゴールに吸い込まれ、第3Qだけで14得点を記録した。しかし第3Q残り4分強の時、悲劇が起こった。アイザイアがレイカーズのマイケル・クーパーの足の上に着地してしまい、足に酷い捻挫を負ってしまったのである。しかしこの大事な場面でベンチで燻るアイザイアではなく、彼がベンチに座っていたのは僅か35秒間だけだった。コートに復帰したアイザイアは足を引き摺り、痛みに顔をしかめながらも果敢にゴールに向かい、さらに11得点を追加。足に深刻な怪我を負いながらも彼がこのクォーターで積み上げた25得点は、1クォーターにおけるファイナル最多得点記録となった。アイザイアの一世一代のプレイに後押しされ、ピストンズはその後もレイカーズの追撃をかわし続け、第4Q残り1分を切った時点で102-99と3点のリードを保っていた。あと60秒間だけこの点差を守れば、アイザイアの奮闘は報われ、半世紀以上の歴史を持つピストンズに初のチャンピオンシップをもたらすことになる。すでにシャンパンは冷やされており、CBSはピストンズオーナーのビル・デビッドソンにトロフィーの授与するための準備を始めていた。しかし勝利の女神はアイザイアに微笑まなかった。
マジックは試合後に「1分というのはとても長いものだ」と語った。残り52秒でバイロン・スコットのジャンプショットがピストンズゴールに突き刺さり、101-102。レイカーズは最後の粘りで強力なディフェンスで当たり、アイザイアに無謀なシュートを打たせた。シュートは外れ、ついにレイカーズに逆転のチャンスが訪れた。レイカーズがラストショットを託したのは41歳となったカリーム・アブドゥル＝ジャバー。残り14秒で放たれた伝家の宝刀スカイフックは、リムに弾かれるもレインビアのファウルを引き出した。ジャバーは落ち着いて2本のフリースローを決め、ついにレイカーズが103-102と逆転。ピストンズはデュマースがラストショットを外し、ボールがオフェンスリバウンドを狙ったデニス・ロッドマンの手の上を泳いだ末にバイロン・スコットに渡った時点で、試合終了のブザーが鳴り響いた。
アイザイアはこの日43得点8アシストの活躍だったが、彼の肉体を削ってのプレイも勝利と優勝には繋がらなかった。

#### 第7戦
2日後に第7戦を迎えるピストンズは、アイザイアの足の回復が最優先となった。トレーナー達が懸命にアイザイアの足のケアに努めたが、第7戦の試合前のウォーミングアップでは、アイザイアが辛そうに足を引き摺る姿が見られた。それでもアイザイアは強行出場し、前半で10得点をあげ、チームも57-47の10点リードで前半を折り返した。しかしアイザイアの神通力もここまでで、ここからレイカーズの猛反撃が始まった。ローポストを中心にジェームス・ウォージーが次々と得点を重ね、第4Qが始まる時には90-75とレイカーズの大量リードに変わっていた。フォーラムはすでにレイカーズの圧勝ムードに包まれていたが、ここからピストンズのチャック・デイリーHCがラインアップに変更を加え、ヴィニー・ジョンソン、デュマース、ジョン・サリー、レインビア、ロッドマンという布陣に変えたところ、流れが一気にピストンズ側に傾き、残り1分17秒にはこの日25得点のデュマースのジャンプショットでついに100-102とその差2点にまで縮まった。ピストンズはレイカーズの背中を完全に射程圏内に捉えたが、しかしマジックがフリースローを得て104-100とリードを広げると、続くピストンズのオフェンスはロッドマンの無謀なシュートで終わってしまい、今度はバイロン・スコットのフリースローで105-100とさらにリードが広がった。ピストンズはその後105-106とその差1点と最後まで粘りを見せたが、最後はエイ・シー・グリーンのレイアップが決まり、108-105でレイカーズが勝利し、80年代に入って5度目、そしてNBAにとって19年ぶりとなる連覇を果たした。ファイナルMVPは第7戦で36得点16リバウンド10アシストとキャリア唯一のトリプル・ダブルを達成したジェームス・ウォージーが選ばれた。ウォージーはこのファイナルの活躍で"ビッグ・ゲーム・ジェームス"と呼ばれるようになった。
レイカーズが連覇を達成した瞬間、コート上は興奮のあまり飛び出したレイカーズファンの群れで溢れかえったが、群集を掻き分けてロッカールームに戻り、真っ先にシャンパンの栓を切ったのは誰あろう連覇を宣言したパット・ライリーその人であった。見事に公約を達成したライリーは、さらなる偉業である「三連覇」宣言をぶちまけようとしていたが、チームメイトに止められたという逸話が残っている。なお、ライリーが目論んだ三連覇は「スリーピート」とも言い、これはライリーの造語である。「スリーピート」はライリーによって商標登録されるが、実際にスリーピートをやってのけるのはライリーのチームではなかった。またレイカーズは不可能と言われる中で苦労して連覇を達成したが、NBAはこの年を皮切りに連覇を果たすチームが次々と現れる。
この優勝がレイカーズにとって、1900年代最後の優勝となっている。レイカーズはこの後もリーグ有数の強豪として君臨し続けるが、世代交代の波には抗えず、ファイナルには出場するものの優勝には届かなかった。長らくリーグを支配し続けたマジック&バード、レイカーズ&セルティックスの時代もいよいよ終焉へと向かい、マイケル・ジョーダンを始めとする次世代の選手が活躍する時代へと突入していく。その扉をこじ開けたのが、セルティックスをついに王の座から引き摺り下ろし、レイカーズを後一歩のところまで追い詰めたデトロイト・ピストンズだった。レイカーズとピストンズは、翌シーズンもまた同じ舞台で激突する。

#### 結果
ロサンゼルス・レイカーズ 4-3 デトロイト・ピストンズ
- 第1戦 @ロサンゼルス： ピストンズ 105, レイカーズ 93
- 第2戦 @ロサンゼルス： レイカーズ 108, ピストンズ 96
- 第3戦 @デトロイト： レイカーズ 99, ピストンズ 86
- 第4戦 @デトロイト： ピストンズ 111, レイカーズ 86
- 第5戦 @デトロイト： ピストンズ 104, レイカーズ 94
- 第6戦 @ロサンゼルス： レイカーズ 103, ピストンズ 102
- 第7戦 @ロサンゼルス： レイカーズ 108, ピストンズ 105

## ラストシーズン
- アーティス・ギルモア　（1971-88）　ABA出身の1970-80年代を代表するセンター。ラストシーズンはボストン・セルティックスで過ごした。キャリア平均18.8得点12.3リバウンドと立派な数字を誇り、ABA時代はケンタッキー・カーネルズで優勝を果たしながらも、何故か殿堂入りはしていない。
- モーリス・ルーカス　（1974-88）　ABA出身の名パワーフォワードで、ポートランド・トレイルブレイザーズ時代は優勝も経験。キャリアでのべ9チームを渡り歩き、ラストシーズンは古巣ブレイザーズで過ごした。引退後もブレイザーズでアシスタンコトーチを務めた。
- ワールド・B・フリー　（1975-88）　引退後はキャリア初期に過ごしたフィラデルフィア・76ersの役職を歴任した。
- アルヴァン・アダムス　（1975-88）　フェニックス・サンズ一筋13年。彼の背番号『33』はサンズの永久欠番となったが、2007年にサンズに移籍したグラント・ヒルに番号を譲った。
- セドリック・マックスウェル　（1977-88）　ボストン・セルティックスを80年代最初の優勝に導き、ファイナルMVPも受賞した。1985年にはビル・ウォルトンとの交換でロサンゼルス・クリッパーズに移籍し、ラストシーズンはヒューストン・ロケッツで過ごした。
- マイク・ミッチェル　（1978-88）　キャリア初期はクリーブランド・キャバリアーズで、中盤から引退までをサンアントニオ・スパーズでプレイした。キャリア平均19.8得点を誇るスモールフォワード。
- アンドリュー・トニー　（1980-88）　76ers一筋でプレイし、1982年の優勝にも貢献した。